# Житейське море (фільм, 1983)
«Житейське море» — телевізійна версія спектаклю Національного академічного українського драматичного театру ім. Марії Заньковецької  за п'єсою Івана Карпенко-Карого, знята у 1983 році на студії «Укртелефільм». Режисери: Алла Бабенко та Василь Вітер.

## Сюжет
Головний герой фільму — відомий артист Іван Барильченко. Сюжет комедії розгортається навколо долі артиста. Розриваючи всі моральні принципи, актор живе подвійним життям. Він блискавично занурюється то у світ щасливих сімейних стосунків, то у вир артистичного закулісся, де панують фальш, заздрість, лицемірство і позашлюбні стосунки. Всюди лунають напружені монологи, гострі тиради і комічні діалоги, приховані гумором і насичені сатирою. 

## Персонажі
- Іван Барильченко - Федір Стригун
- Ваніна - Таїсія Литвиненко
- Маруся - Катерина Марусяк
- Крамарюк - Володимир Максименко
- Хвиля - Іван Бернацький
- Усай - Володимир Глухий
- Кактус - Вадим Яковенко
- Надя - Галина Давидова
- Дама - Галина Шайда
- Денис - Тарас Бобеляк
- Служниця - Леся Бонковська
- Капельдинер - І. Гавриленко
- Син Барильченків - Назар Стригун